# Provincia de Lopburi
Lopburi o Lop Buri (en tailandés: ลพบุรี) es una de las provincias centrales de Tailandia que linda con las de Phetchabun, Chaiyaphum, Nakhon Ratchasima, Saraburi, Phra Nakhon Si Ayutthaya, Ang Thong, Sing Buri y Nakhon Sawan. Se encuentra en el lado este del río Chao Phraya.
Administratívamente está dividida en 11 distritos (Amphoe). Cada distrito está subdividido en 124 comunas (tambon) y 1110 poblados (muban).
| 1. Mueang Lop Buri 2. Phatthana Nikhom 3. Khok Samrong 4. Chai Badan 5. Tha Wung 6. Ban Mi | 1. Tha Luang 2. Sa Bot 3. Khok Charoen 4. Lam Sonthi 5. Nong Muang |

- Datos: Q336122
- Multimedia: Lopburi Province / Q336122